# Village St. George (Louisiana)
Village St. George is een plaats (census-designated place) in de Amerikaanse staat Louisiana, en valt bestuurlijk gezien onder East Baton Rouge Parish.

## Demografie
Bij de volkstelling in 2000 werd het aantal inwoners vastgesteld op 6993.

## Geografie
Volgens het United States Census Bureau beslaat de plaats een oppervlakte van
5,7 km², waarvan 5,7 km² land en 0,0 km² water.

## Plaatsen in de nabije omgeving
De onderstaande figuur toont nabijgelegen plaatsen in een straal van 8 km rond Village St. George.